# Diasclera bicolor
Diasclera bicolor is een keversoort uit de familie schijnboktorren (Oedemeridae). De wetenschappelijke naam van de soort is voor het eerst geldig gepubliceerd in 1870 door Horn.